# Angelo in esilio
Angelo in esilio (Angel in Exile) è un film del 1948 diretto da Allan Dwan e Philip Ford.
È un film western a sfondo drammatico statunitense con John Carroll, Adele Mara e Thomas Gomez.

## Produzione
Il film, diretto da Allan Dwan e Philip Ford su una sceneggiatura di Charles Larson, fu prodotto da Allan Dwan per la Republic Pictures. Il titolo di lavorazione fu The Blue Lady.

## Distribuzione
Il film fu distribuito con il titolo Angel in Exile negli Stati Uniti dal 3 settembre 1948 al cinema dalla Republic Pictures. Il film è conosciuto anche con il titolo Dark Violence (redistribuzione del 1954).
Altre distribuzioni:
- in Finlandia il 28 aprile 1950 (Enkeli maanpaossa)
- in Grecia (O pringips ekdikitis)
- in Italia (Angelo in esilio)

## Critica
Secondo il Morandini il film è un "western minerario... di ordinaria amministrazione" con una storia però interessante.

## Promozione
La tagline è: "Thrilling moments to make an outlaw forget his danger! ".